# Love Is A Many Strangled Thing
Love Is a Many Strangled Thing, titulado, Amar es estrangular en Hispanoamérica y El amor es una cosa estrangulosa en España, es el decimoséptimo episodio de la vigesimosegunda temporada de la serie de animación Los Simpson. Se emitió el 27 de marzo de 2011 en Estados Unidos por FOX. En este episodio Homer es enviado a clases de paternidad después de humillar a Bart.

## Sinopsis
Los Simpson pasan el día en un estadio y en medio de un partido comienzan a poner música para que todos los espectadores bailaran, Homer al ver que Bart era el único que no lo hacía empieza a hacerle cosquillas pensando que se le quitaría lo amargado, pero lo único que consigue es que se moje los pantalones delante de todas las personas.
Ahora que su hijo se ha convertido en la burla de toda la ciudad y de que Homer no siente culpa alguna por lo que hizo, Marge lo inscribe en contra de su voluntad a clases de enriquecimiento paternal con el fin de fortalecer la unión padre e hijo.
Las clases son impartidas por el Dr. Zander, quien tras horrorizarse por descubrir que Homer tiene por costumbre estrangular a Bart, lleva a cabo una serie de tratamientos para enseñar a Homer lo que se siente ser joven y pequeño.
Pero unos días después cuando parece que Homer se ha curado por completo , Bart comienza a molestarlo varias veces y cuando este está a punto de estrangularlo recuerda lo que sintió en la sección lo que ocasiona que se acobarde, el niño al ver que su padre se ha convertido en un hombre manejable y débil, se aprovecha de la situación convirtiéndose en un abusón con él y sembrando el caos en la escuela.
Esa noche Homer comienza a tener continuas pesadillas donde él es un niño débil y pequeño y Bart es un adulto rudo y malo con él, en ese mismo momento su esposa lo despierta para contarle que en la escuela el niño está fuera de control, Marge decidida a arreglar esto vuelve a contratar al Dr. Zander para que ayude a Bart con sus nuevos hábitos y así terminar de arreglar la relación padre e hijo.